# Acres Green
Acres Green – jednostka osadnicza w Stanach Zjednoczonych, w stanie Kolorado, w hrabstwie Douglas.